# سعيد المقبري
سعيد المقبري الإمام المحدث الثقة أبو سعد سعيد بن أبي سعيد كيسان الليثي مولاهم المدني المقبري كان يسكن بمقبرة البقيع.

## روى عن
حدث عن أبيه وعن عائشة وأبي هريرة وسعد بن أبي وقاص وأم سلمة وابن عمر وأبي شريح الخزاعي وأبي سعيد الخدري وجبير بن مطعم، وشريك بن عبد الله بن أبي نمر، وعامر بن عبد الله بن الزبير، وعبد الله بن رافع مولى أم سلمة، وعبد الله بن أبي قتادة، وعبد الرحمن بن بجيد، وعبد الرحمن بن أبي سعيد الخدري، وعبد الرحمن بن مهران المدني، وعبيد بن جريح، وعروة بن الزبير، وعطاء بن ميناء، وعطاء مولى بن أبي أحمد، وعطاء مولى أم صبية، وعمر بن أبي بكر بن عبد الرحمن بن الحارث بن هشام، وعمر بن الحكم بن ثوبان، وعمرو بن سليم الزرقي، وعون بن عبد الله بن عتبة، وعياض بن عبد الله بن سعد بن أبي السرح، والقعقاع بن حكيم، وكعب بن عجرة، ويزيد بن هرمز، وأبي إسحاق القرشي، وأبي سلمة بن عبد الرحمن بن عوف، وكان من أوعية الحديث.

## روي عنه
حدث عنه أولاده عبد الله وسعد وابن أبي ذئب وإسماعيل بن أمية وزيد بن أبي أنيسة وعبيد الله بن عمر ومالك بن أنس وإبراهيم بن طهمان والليث بن سعد ويحيى بن سعيد الأنصاري وخلق سواهم وحديثه مخرج في الصحاح

## قالوا عنه
- قال أبو حاتم صدوق وقال عبد الرحمن بن حراش ثقة جليل وأثبت الناس فيه الليث
- وقال ابن سعد ثقة لكنه اختلط قبل موته بأربع سنين قلت ما أحسبه روى شيئا في مدة اختلاطه وكذلك لا يوجد له شيء منكر

## وفاته
توفي سنة خمس وعشرين ومائة وقيل توفي سنة ثلاث وعشرين وقيل سنة ست وعشرين وكان من أبناء التسعين وقع لنا من عواليه أخبرنا أحمد بن إسحاق أنبأنا أكمل بن أبي الأزهر أنبأنا أبو القاسم بن البناء أنبأنا محمد بن محمد أنبأنا أبو بكر بن زنبور حدثنا عبد الله بن سليمان حدثنا عيسى بن حماد أنبأنا الليث عن سعيد المقبري عن أبيه عن أبي هريرة عن رسول الله صلى الله عليه وسلم قال إن في الجنة شجرة يسير الراكب في ظلها مائة سنة.

## المصدر
سير أعلام النبلاء الجزء الجزء الخامس ص: 216